# Exiliniscus hanseni
Exiliniscus hanseni is een pissebed uit de familie Nannoniscidae. De wetenschappelijke naam van de soort is voor het eerst geldig gepubliceerd in 1970 door Just.